# Mistrovství Asie a Oceánie v ledním hokeji do 18 let 2023
Mistrovství Asie a Oceánie v ledním hokeji do 18 let 2023 byl opětovně obnovený asijský U18 turnaj v ledním hokeji. Konal se poprvé od roku 2012. Nestartovala v něm elitní družstva, ale pouze týmy, které se nezúčastnily Mistrovství světa v ledním hokeji do 18 let. Konal se od 11. do 17. března 2023 v Ulánbátaru v Mongolsku a jednalo se o vůbec první turnaj IIHF, který pořádalo Mongolsko. Turnaje se zúčastnilo šest družstev, která hrála jednokolově každé s každým v hale Steppe Arena pro 2600 diváků. Vítězství si připsali junioři Uzbekistánu před juniory Turkmenistánu a juniory domácího Mongolska. Junioři Uzbekistánu tak zvítězili vůbec na prvním turnaji pořádaným IIHF, kterého se Uzbekistán zúčastnil.

## Výsledky
|    |                         | Uzbekistán | Turkmenistán | Mongolsko | Spojené arabské emiráty | Thajsko | Írán | V | VP | PP | P | VG | OG | B  |
| 1. | Uzbekistán              | ***        | 5:0          | 7:4       | 8:1                     | 10:2    | 14:1 | 5 | 0  | 0  | 0 | 44 | 8  | 15 |
| 2. | Turkmenistán            | 0:5        | ***          | 6:4       | 7:2                     | 4:3     | 14:1 | 4 | 0  | 0  | 1 | 31 | 15 | 12 |
| 3. | Mongolsko               | 4:7        | 4:6          | ***       | 10:2                    | 6:4     | 5:0  | 3 | 0  | 0  | 2 | 29 | 19 | 9  |
| 4. | Spojené arabské emiráty | 1:8        | 2:7          | 2:10      | ***                     | 6:2     | 7:2  | 2 | 0  | 0  | 3 | 18 | 29 | 6  |
| 5. | Thajsko                 | 2:10       | 3:4          | 4:6       | 2:6                     | ***     | 8:0  | 1 | 0  | 0  | 4 | 19 | 26 | 3  |
| 6. | Írán                    | 1:14       | 1:14         | 0:5       | 2:7                     | 0:8     | ***  | 0 | 0  | 0  | 5 | 4  | 48 | 0  |